# Mary Vaux Walcott
Mary Morris Vaux Walcott (Philadelphia, Pennsylvania, 1860. július 31. – St. Andrews, Új-Brunswick, Kanada, 1940. augusztus 22.) amerikai természettudós, botanikus, festő, főleg a vadvirágokról készített akvarelljeiről vált híressé. Botanikai szakmunkákban nevének rövidítése: „M. Walcott”.

## Élete és munkássága
Morris Vaux a pennsylvaniai Philadelphiában született, egy gazdag kvéker családban. 1879-ben végzett a philadelphiai Friends Select School-ban. Tanulmányai befejeztével otthon és a családi farmon dolgozott. Ez idő alatt kezdett akvarelleket készíteni a kanadai Sziklás-hegységben tett családi kirándulások alkalmából látott vadvirágokról. Ugyanakkor a gleccserek iránt is kezdett érdeklődni.
1914-ben férjhez ment Charles Doolittle Walcott amerikai paleontológushoz és geológushoz, aki abban az időben a Smithsonian Intézet titkára volt. Walcottné aktív szereplő volt férje vállalkozásaiban, sokszor elkísérte férjét a Sziklás-hegységbe, amikor Walcott felfedezőutakra ment. Amíg férje a kövületeket kereste, addig Walcottné a vadvirágokról készített festményeket. 1925-ben, a Smithsonian egy ötkötetes „North American Wild Flowers” című könyvet adott ki. Ez a kötetsorozat Wallcotné 400 festményét tartalmazta. A festményekhez rövid leírások is tartoztak.
1927-1932 között Walcottné a Board of Indian Commissioners-nek dolgozott. 1933-ban megválasztották a Földrajztudós Nők Társaságának (Society of Woman Geographers) elnökévé. 1935-ben a Smithsonian újabb botanikai könyvet adott ki, ennek címe „North American Pitcher-Plants”, ez 15, Walcottné által készített festményt tartalmaz.
1927-ben, miután meghalt férje, Charles Doolittle Walcott, Walcottné létrehozatta a Charles Doolittle Walcott Medal érdemrendet. Ezt az érdemrendet azoknak adják, akik nagyobb mértékben elősegítik a prekambriumi és kambriumi élet és világ megértését és ismertetését.
Mary Morris Vaux Walcott a kanadai Új-Brunswick tartományban, a St. Andrews nevű kisvárosban halt meg.
Tiszteletére az Alberta tartományban levő Jasper Nemzeti Parkban egy hegyet neveztek el róla. A hegy neve: Mary Vaux-hegység.

## Képek

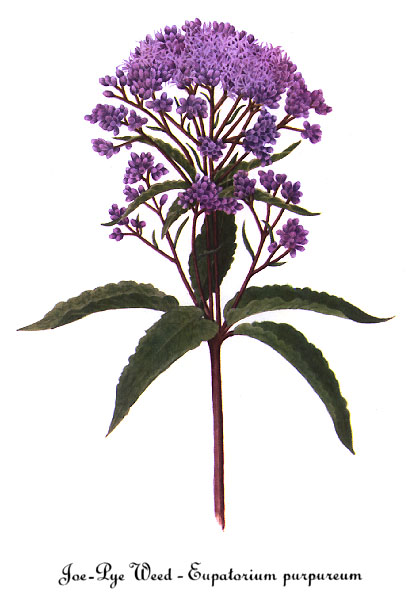
Eupatorium purpureum
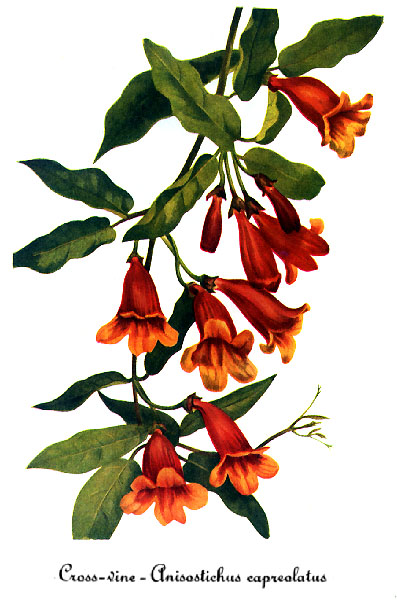
Örökzöld trombitacserje (Bignonia capreolata)
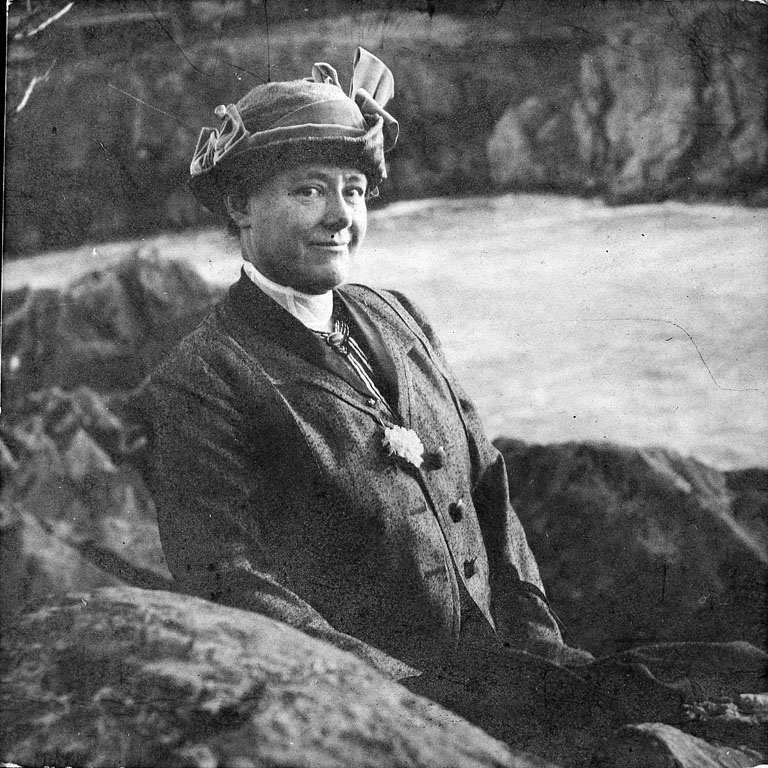
Mary Vaux Walcott 1914. április 30-án
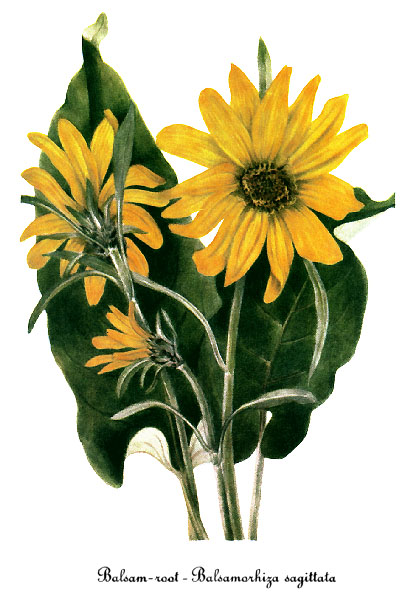
A Balsamorhiza sagittata növényről készített festménye
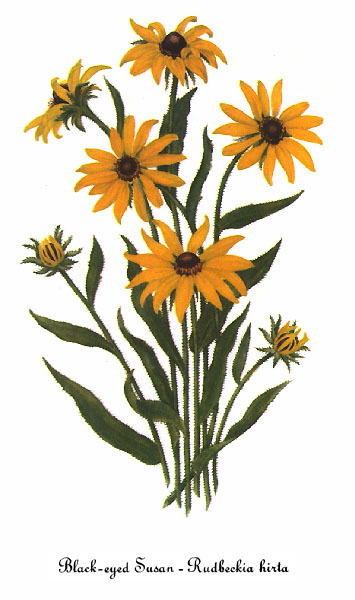
Borzas kúpvirág (Rudbeckia hirta)

## Fordítás
- Ez a szócikk részben vagy egészben  a   Mary Vaux Walcott című angol Wikipédia-szócikk ezen változatának fordításán alapul.  Az eredeti cikk szerkesztőit annak laptörténete sorolja fel. Ez a jelzés csupán a megfogalmazás eredetét és a szerzői jogokat jelzi, nem szolgál a cikkben szereplő információk forrásmegjelöléseként.